# Liste der denkmalgeschützten Objekte in Höchst (Vorarlberg)
Die Liste der denkmalgeschützten Objekte in Höchst enthält die 7 denkmalgeschützten, unbeweglichen Objekte der Vorarlberger Gemeinde Höchst.

## Denkmäler
| Foto |                 | Denkmal                                                                                     | Standort                                     | Beschreibung | Metadaten |
| ---- | --------------- | ------------------------------------------------------------------------------------------- | -------------------------------------------- | --- | --- |
| ja   | Datei hochladen | Bauernhof (Anlage) HERIS-ID: 23808 Objekt-ID: 20173                                         | Dr. Schneider-Straße 33 Standort KG: Höchst  | Das in einer Grünanlage gelegene Haus in Kopfstrickbauweise stammt zum Teil noch aus dem 18. Jahrhundert. | BDA-Hist.: Q37879195 Status: Bescheid Stand der BDA-Liste: 2025-06-30 Name: Bauernhof (Anlage) GstNr.: .118 Bauernhof an der Dr. Schneider-Straße 33, Höchst (Vorarlberg)    |
| ja   | Datei hochladen | Kriegerdenkmal HERIS-ID: 23816 Objekt-ID: 20181                                             | Kirchplatz Standort KG: Höchst               | Das Kriegerdenkmal auf dem Kirchplatz zeigt einen Soldaten beim Abschied. | BDA-Hist.: Q37879233 Status: § 2a Stand der BDA-Liste: 2025-06-30 Name: Kriegerdenkmal GstNr.: 4620/2 War memorial Höchst (Vorarlberg)                                       |
| ja   | Datei hochladen | Kath. Pfarrkirche hl. Johannes der Täufer HERIS-ID: 23800 Objekt-ID: 20165                  | Kirchplatz 8 Standort KG: Höchst             | Die große neubarocke Pfarrkirche mit geschwungener Giebelfassade und schlankem Nordturm wurde in den Jahren 1908 bis 1920 erbaut. Im Inneren schließt ein dreijochiger Chor mit Dreiachtelschluss an das breite Langhaus an. Der neubarocke Hochaltar wurde 1929 entworfen; der Volksaltar ist neuromanisch. | BDA-Hist.: Q33122336 Status: § 2a Stand der BDA-Liste: 2025-06-30 Name: Kath. Pfarrkirche hl. Johannes der Täufer GstNr.: .143 Pfarrkirche Hl. Johannes der Täufer (Höchst)  |
| ja   | Datei hochladen | Bauernhof (Anlage) HERIS-ID: 14700 Objekt-ID: 10938                                         | Seestraße 42 Standort KG: Höchst             | Der Bauernhof in der Seestraße 42 ist ein in Kopfstrickverbund errichteter Blockbau mit Würfelfries und Zugläden. | BDA-Hist.: Q37763863 Status: Bescheid Stand der BDA-Liste: 2025-06-30 Name: Bauernhof (Anlage) GstNr.: 451 Bauernhof an der Seestraße 42, Höchst (Vorarlberg)                |
| ja   | Datei hochladen | Heiden- oder Lourdeskapelle HERIS-ID: 23805 Objekt-ID: 20170                                | Standort KG: Höchst                          | Die rechteckige Kapelle mit spitzbogiger Eingangshalle und Glockendachreiter wurde um 1900 erbaut. | BDA-Hist.: Q37879179 Status: § 2a Stand der BDA-Liste: 2025-06-30 Name: Heiden- oder Lourdeskapelle GstNr.: 1243 Lourdeskapelle an der Kapellenstraße in Höchst (Vorarlberg) |
| ja   | Datei hochladen | Friedhof christlich, Friedhofsarkaden und Aufbahrungshalle HERIS-ID: 23809 Objekt-ID: 20174 | Standort KG: Höchst                          | Der Friedhof schließt im Nordosten an die Pfarrkirche an. Die Aufbahrungshalle mit Arkadengang entstand im Jahr 1913. | BDA-Hist.: Q37879221 Status: § 2a Stand der BDA-Liste: 2025-06-30 Name: Friedhof christlich, Friedhofsarkaden und Aufbahrungshalle GstNr.: 4 Friedhof Höchst (Vorarlberg)    |
| ja   | Datei hochladen | Flughalle im Rinnsal HERIS-ID: 62862 Objekt-ID: 75450                                       | Stillestraße 3, westlich Standort KG: Höchst | Die Flughalle im Rinnsal ist ein ehemaliger Hangar für Segelflugzeuge, der Anfang der 1940er Jahre errichtet wurde. | BDA-Hist.: Q38101384 Status: Bescheid Stand der BDA-Liste: 2025-06-30 Name: Flughalle im Rinnsal GstNr.: 3257 Flughalle im Rinnsal, Höchst (Vorarlberg)                      |